# Josef Schiller
Josef Schiller (16 giugno 1877 – 1960) è stato un idrologo e micologo austriaco.

## Biografía
Studiò storia naturale presso l'Università di Vienna, conseguendo il dottorato nel 1905. Successivamente fu assistente presso la stazione zoologica di Trieste (1905-1910), dove sviluppò un'esperienza che coinvolge alghe bentoniche e fitoplancton.
Dal 1918 lavorò come professore di idrobiologia botanica presso l'Università di Vienna, e nel 1927 diventò professore associato nel suddetto argomento.
Fu professore presso le stazioni marittime di Helgoland, Ragusa, Spalato e Rovigno d'Istria, con corsi di idrobiologia botanica.
Più tardi nella sua carriera, svolse delle ricerche nel campo dell'apicoltura, essendo noto per i suoi studi sulle differenze fisiologiche tra le api in estate e in inverno. Dal 1938 al 1947, fu responsabile dell'organizzazione di ricerca delle malattie infettive delle api presso l'Università di Medicina Veterinaria di Vienna.

## Opere principali
- "Vorläufige Ergebnisse der Phytoplankton-Untersuchungen auf den Fahrten S. M. S. "Najade" in der Adriatic 1911/12. I. Die Coccolithophoriden", 1913.

- "Österreichische Adriaforschung: Bericht Über Die Allgemeinen Biologischen Verhältnisse Der Flora Des Adriatischen Meeres", 1914.

- "Die planktonischen Vegetationen des adriatischen Meeres", 1926.

- "Dinoflagellatae": Dr. L. Rabenhorst's Kryptogamen-Flora von Deutschland, Österreich und der Schweiz, v. 2, 1933.

- "Flagellatae: Dinoflagellatae in monographischer Behandlung, Parts 2-3", 1937.

- "Untersuchungen an den planktischen Protophyten des Neusiedler Sees 1950-1954".[4][5]